# Saïd Chaou
Saïd Chaou, né le 9 septembre 1965 à Douar Manoud (Maroc), est un homme politique, entrepreneur et militant néerlando-marocain condamné par le Maroc pour agitation politique et complot contre l’État et trafic de drogue international. Il est l'un des principaux personnalités œuvrant pour l'indépendance du Rif.
Saïd Chaou est le patron de nombreux coffee shops à Rosendael aux Pays-Bas. En 2000, il retourne au Maroc pour investir dans le tourisme, tout en se lançant dans la politique, dans le but de fonder une République du Rif. Député du Parti authenticité et modernité et du parlement marocain, il transporte des tonnes de résines de cannabis vers l'Espagne. 
À la suite d'une enquête menée par la police néerlandaise en collaboration avec la police marocaine, ses deux voisins aux Pays-Bas Najib Azaimi et Hicham Chouhou sont arrêtés à Nador. Saïd Chou prend alors la fuite aux Pays-Bas en menant une vie de milliardaire.
Le 29 juin 2017, il est arrêté à Rosendael et est condamné aux Pays-Bas, malgré une demande d'extradition de la part de la justice marocaine. Il sera acquitté.

## Biographie

### Naissance et politique (1967-2010)
Saïd Chaou naît en 1965 à Douar Manoud, à proximité de la ville d’Al Hoceïma. Dès son adolescence, il émigre aux Pays-Bas dans les années 1980 et finance grâce au trafic de drogue l'ouverture de plusieurs coffeeshops à Rosendael.
En 2000, il retourne au Maroc pour investir dans le tourisme et pour se lancer dans la politique. En 2007, il parvient à être élu député du parti Al Ahd (Parti authenticité et modernité). Un mandat d'arrêt judiciaire prononcé contre lui met un terme à sa carrière de politicien au Maroc.

### Trafic de drogues (2010-2013)
En avril 2010, il réalise plusieurs expéditions maritimes de résine de cannabis à destination des côtes espagnoles. Les quantités transportées variaient entre 3000 et 3200 kg à bord d'un zodiac. Un mois plus tard, la police marocaine intercepte une saisie de 7,5 tonnes de résine de cannabis devant être expédiées à l'étranger par Saïd Chaou et son voisin des Pays-Bas, Najib Azaimi. Pendant que la police capture Najib Azaimi et Hicham Chouhou à Nador, Saïd Chaou prend la fuite direction les Pays-Bas, profitant de l’absence d'une clause dans la convention liant les deux pays au sujet de l’extradition de ressortissants néerlandais vers le Maroc.

### Proclamation d'une République du Rif (2013)
En avril 2014, il fonde aux Pays-Bas « le mouvement du 18 septembre pour l’indépendance du Rif » et rallie autour de lui des Rifains installés à travers l'Espagne, la France, la Belgique, l'Allemagne et les Pays-Bas. Il leur promet l'installation « d’un gouvernement rifain d’exil » et « une assemblée constituante » devant regrouper les représentants des différentes tribus relevant du nord du Maroc.

### Arrestations

#### En 2015
A l'occasion d'un démantèlement de réseau international de trafic de drogue à Roosendael, Saïd Chaou est arrêté par les Unités spéciales néerlandaises. L'action policière a rassemblé 250 agents de police. Les autorités néerlandaises soupçonnent depuis de nombreuses années la famille Chaou d'être à la tête d'un gigantesque réseau de trafic de drogue, blanchissant leur argent vers le Maroc.
La police néerlandaise découvre une somme de plusieurs millions d'euros dans le compte du baron Saïd Chaou. Les enquêteurs expliquent que Saïd Chaou aurait fait fortune dans les années 1980 grâce au trafic de drogue, le menant à une vie d'entrepreneur millionnaire.

#### En 2017
Le 29 juin 2017, il est arrêté aux Pays-Bas en possession de 140.000 euros en cash. Said Chaou est suspecté de corruption, d'association de malfaiteurs, d'assassinat et de trafic de drogue international au Maroc. Aux Pays-Bas, il est uniquement suspecté de trafic de drogue. Un mois plus tard, il est relâché avec un placement sous surveillance électronique.
Le 25 août 2020, son bras droit est kidnappé par un groupe d'hommes cagoulés à Marbella en Espagne,.

### Procès
En décembre 2017, le tribunal néerlandais décide d'examiner son dossier de manière approfondie avant de prononcer son jugement.
Le 22 février 2018, le tribunal de Breda décide de ne pas extrader Saïd Chaou vers le Maroc. Les autorités néerlandaises estiment que la justice marocaine risque de faire main courante au trafiquant de drogue. Cette décision mène les Pays-Bas vers une courte guerre diplomatique avec le Maroc.

### Sources
- « Maroc : qui est Said Chaou, l’homme accusé de téléguider les contestations dans le Rif ? », Jeune Afrique,‎ 26 juin 2017 (lire en ligne, consulté le 20 novembre 2019).
- « Maroc: Saïd Chaou, soutien de Hirak, poursuivi pour trafic de drogue », Radio France internationale,‎ 26 février 2018 (lire en ligne, consulté le 20 novembre 2019).
- « Saïd Chaou pourrait être extradé vers le Maroc », Le Desk,‎ 3 octobre 2018 (lire en ligne, consulté le 20 novembre 2019).